# Химическая формула
Хими́ческая фо́рмула — условное обозначение химического состава и структуры соединений с помощью символов химических элементов, числовых и вспомогательных знаков (скобок, тире и т. п.). Химические формулы являются составной частью языка химии, на их основе составляются схемы и уравнения химических реакций, а также химическая классификация и номенклатура веществ. Одним из первых начал использовать их русский химик А. А. Иовский.
Химическая формула может обозначать или отражать:
- 1 молекулу (а также ион, радикал…) или 1 моль конкретного вещества;
- качественный состав: из каких химических элементов состоит вещество;
- количественный состав: сколько атомов каждого элемента содержит молекула (ион, радикал…).

Например, формула HNO3 обозначает:
- 1 молекулу азотной кислоты или 1 моль азотной кислоты;
- качественный состав: молекула азотной кислоты состоит из водорода, азота и кислорода;
- количественный состав: в состав молекулы азотной кислоты входят один атом водорода, один атом азота и три атома кислорода.

## Виды
В настоящее время различают следующие виды химических формул:
- Простейшая формула. Может быть получена опытным путём через определение соотношения химических элементов в веществе с применением значений атомной массы элементов. Так, простейшая формула воды — H2O, а простейшая формула бензола — CH (в отличие от C6H6 — истинной, см. далее). Атомы в формулах обозначаются знаками химических элементов, а относительное их количество — числами в формате нижних индексов.[2]
- Истинная формула (брутто‐формула, молекулярная формула)[3] может быть получена, если известна молекулярная масса[3] вещества. Истинная формула воды H2O, что совпадает с простейшей. Истинная формула бензола C6H6, что отличается от простейшей, отражающей состав, но не структуру молекул вещества. Истинная формула показывает точное количество атомов каждого элемента в одной молекуле. Этому количеству отвечает [нижний] индекс — маленькая цифра после символа соответствующего элемента. Если индекс равен 1, то есть в молекуле присутствует только один атом данного элемента, то такой индекс не указывают.
- Рациональная формула. В рациональных формулах выделяются группы атомов, характерные для классов химических соединений. Например, для спиртов выделяется группа −OH. При записи рациональной формулы такие группы атомов заключаются в круглые скобки (OH). Количество повторяющихся групп обозначаются числами в формате нижних индексов, которые ставятся сразу за закрывающей скобкой. Квадратные скобки применяются для отражения структуры комплексных соединений. Например, K4[Co(CN)6][4] — гексацианокобальтат калия. Рациональные формулы часто встречаются в полуразвёрнутом виде, когда часть одинаковых атомов показывается по отдельности для лучшего отражения строения молекулы вещества.
- Формула Маркуша представляют собой формулу, в которой выделяется активное ядро и некоторое количество вариантов заместителей, объединяемых в группу альтернативных структур. Она является удобным способом обозначения химических структур в обобщенном виде. Формула относится к описанию целого класса веществ. Использование «широких» формул Маркуша в химических патентах приводит к массе проблем и дискуссий.
- Эмпирическая формула. Разные авторы могут использовать этот термин для обозначения простейшей[5], истинной или рациональной[6] формулы.
- Структурная формула. В графическом виде показывает взаимное расположение атомов в молекуле. Химические связи между атомами обозначаются линиями (чёрточками). Различают двумерные (2D) и трёхмерные (3D) формулы. Двумерные представляют собой отражение структуры вещества на плоскости (также скелетная формула — попытки приблизить 3D-структуру на 2D-плоскости). Трёхмерные [пространственные модели] позволяют наиболее близко к теоретическим моделям строения вещества представлять его состав, и, зачастую (но не всегда), более полное (истинное) взаимное расположение атомов, угол связи и расстояния между атомами.

Например, для этанола:
- Простейшая формула: C2H6O
- Истинная, эмпирическая, или брутто-формула: C2H6O
- Рациональная формула: C2H5OH
- Рациональная формула в полуразвёрнутом виде: CH3CH2OH
- Структурная формула (2D):

```
      H H
      │ │
    H—C—C—O—H
      │ │
      H H
```

- Структурная формула (3D):

Вариант 1:

Вариант 2:

Простейшей формуле C2H6O в равной мере может соответствовать и диметиловый эфир (рациональная формула; структурная изомерия): CH3—O—CH3.
Существуют и другие способы записи химических формул. Новые способы появились в конце 1980-х с развитием персональной компьютерной техники (SMILES, WLN, ROSDAL, SLN и др.). В персональных компьютерах для работы с химическими формулами также используются специальные программные средства, называемые молекулярными редакторами.